# Network Q RAC Rally
Network Q RAC Rally (w Stanach Zjednoczonych Rally) – komputerowa gra wyścigowa o tematyce rajdowej, wydana w 1993 roku.

## Rozgrywka
Gra jest następcą Lombard RAC Rally. Gracz rywalizuje w niej jako kierowca na trasie Rajdu Wielkiej Brytanii. Gra zawiera 35 odcinków specjalnych edycji z 1993 roku o zmiennej nawierzchni (m.in. asfalt i trasy leśne). Występuje także zmienna pogoda – słońce, deszcz i śnieg. W grze zawarto pięć samochodów: Subaru Imprezę, Forda Escorta, Toyotę Celikę, Lancię Delta Integrale i Mitsubishi Lancera.
Do dyspozycji gracza jest trening oraz rywalizacja w całym rajdzie. Twórcy zawarli system uszkodzeń samochodu powodujący, iż nadmiernie zepsuty samochód powoduje wycofanie z rajdu, przy czym system ten można wyłączyć. Przed każdym odcinkiem specjalnym gracz ma możliwość doboru opon oraz dokonania napraw poszczególnych części, przy czym występuje limit czasowy.

## Rozwój
W tworzeniu gry pomagali różni eksperci, w tym organizatorzy Rajdu Wielkiej Brytanii i przedstawiciele Subaru, Forda, Toyoty, Lancii i Mitsubishi.

## Odbiór
Czasopismo „Computer Gaming World” wypowiedziało się pozytywnie na temat grafiki (w tym zmiennych warunków oraz ruchomych wycieraczek), jazdy nocnej i rajdowego pilota używającego żargonu. Z drugiej strony zwrócono uwagę na fakt, iż gra w porównaniu do IndyCar Racing i World Circuit jest kiepskim symulatorem: podniesiono niekonsekwencję w sterowaniu samochodem, trudność w wyprzedzaniu rywali, niewielki realizm, brak powtórek, tylko jedną kamerę (z samochodu) i brak możliwości ustawień pojazdu z wyjątkiem opon. W kwestii sprzętowej mimo teoretycznej możliwości korzystania z dżojstika czasopismo zauważyło problemy z jego kalibracją. Podsumowując stwierdzono, iż miłośnicy symulacji samochodowych niekoniecznie będą chcieli grać w tę grę.